# Graveman
 (septembre 2012).
 (septembre 2012).
Graveman! est un logiciel libre permettant de graver des CD-ROM sous Linux. Il s'agit en fait d'une interface pour les outils cdrecord, mkisofs, readcd, sox, flac, dvd+rw-format, dvd+rw-tools et cdrdao. Graveman est publié sous la GPL. Graveman! n'a pas eu de mise à jour depuis juin 2006.

## Fonctionnalités
Graveman! supporte les actions suivantes :
- Graver des CD audio (à partir de Vorbis, wav, mp3, flac, m3u et pts.
- Graver des CD et DVD de données
- Gravure d'images ISO sur CD et création d'images ISO.
- Copier des CD.
- Faire des copies à la volée
- Effacer des CD et DVD réinscriptibles
- Graver des CD multisession

## Fonctionnalités non implémentées
Il est prévu que graveman! implémente les fonctions suivantes à l'avenir :
- copier des DVD (DVD9 à DVD9, DVD9 à DVD5)
- graver des CD et DVD de données à la volée
- graver des CD mixtes
- graver des .bin/.cue
- graver DVD vidéo
- visualiser les sessions précédentes d'un CD multissessions